# 薛纪如
薛纪如（1921年—1999年），男，汉族，直隶（今河北）临城人，中国森林植物学家、竹类专家，曾任西南林学院教授。